# Лихув-Шляхецький
Лихув-Шляхецький (пол. Łychów Szlachecki) — село в Польщі, у гміні Тшидник-Дужий Красницького повіту Люблінського воєводства.
Населення — 210 осіб (2011).
У 1975-1998 роках село належало до Тарнобжезького воєводства.

## Демографія
Демографічна структура станом на 31 березня 2011 року:
|          | Загалом | Допрацездатний вік | Працездатний вік | Постпрацездатний вік |
| -------- | ------- | ------------------ | ---------------- | -------------------- |
| Чоловіки | 108     | 28                 | 65               | 15                   |
| Жінки    | 102     | 14                 | 57               | 31                   |
| Разом    | 210     | 42                 | 122              | 46                   |